# Dingé
Dingé é uma comuna francesa na região administrativa da Bretanha, no departamento Ille-et-Vilaine. Estende-se por uma área de 52,71 km². Em 2010 a comuna tinha 1 657 habitantes (densidade: 31,4 hab./km²).